# Kostel Panny Marie Pomocnice křesťanů (Zlín)
Kostel Panny Marie Pomocnice křesťanů na sídlišti Jižní Svahy ve Zlíně je součást areálu salesiánského střediska mládeže, kde působí i klub pro rodiče s dětmi a dospělé. Jedná se o velký areál se zázemím pro farnost a prostorem pro členy saleziánské komunity, má taky klubovny, učebny, společenský sál, velké venkovní hřiště i hrací kout pro děti. Stavba kostela začala slavnostním výkopem v den svátku svatého Jana Bosca 31. ledna 2000. Kostel byl posvěcen 8. května 2003 olomouckým arcibiskupem Mons. Janem Graubnerem. Kostel navrhl architekt Jan Kovář. Objekt je navržen tak, aby vypadal jako otevřená náruč, kterou uvidíte když se postavíte před kostel. Objekt je složen ze tří budov ve tvaru širokého písmene V. Ve střední části je kostel, boční trakty slouží pro aktivity klubu. Stavba z červených cihel v kombinaci s bílou fasádou koresponduje s okolními paneláky ze 70. let minulého století, které jsou pro Zlín příznačné. V Interiéru dominuje bílá barva a je v něm 350 míst k sezení.

## Presbytář
Jednotlivé prvky presbytáře jsou kontrastem architektonického řešení kostela a doplňují jednoduchost interiéru. Vybavení presbytáře a výzdobu zvonů zrealizoval akademický sochař Daniel Ignác Trubač. Liturgické předměty jsou vyrobeny z bronzu, mramoru a skla.  

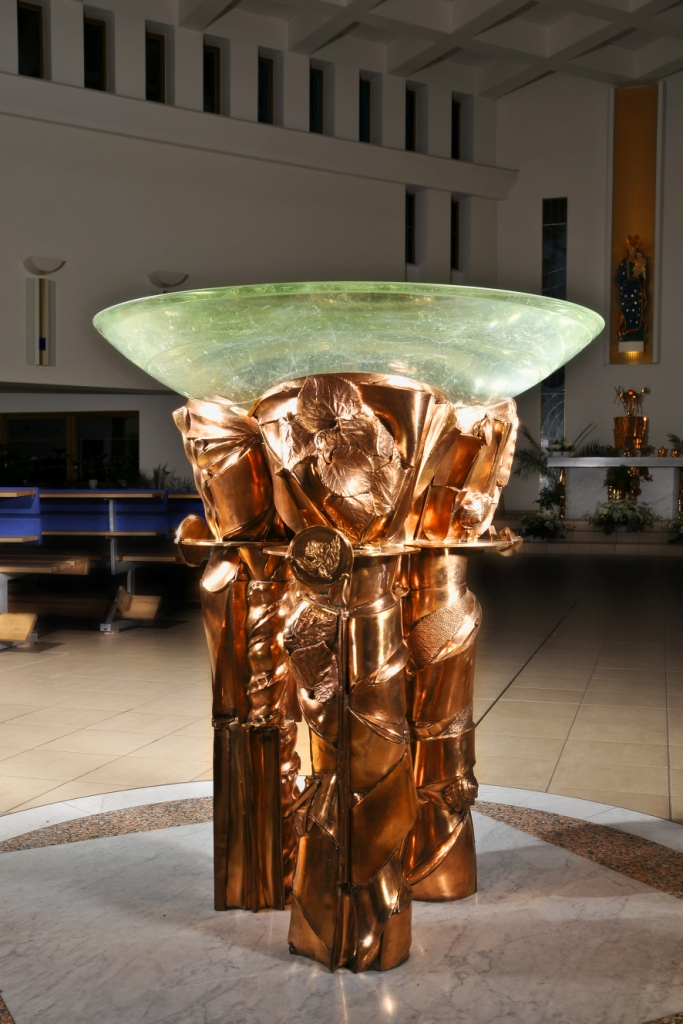
bronzová kropenka
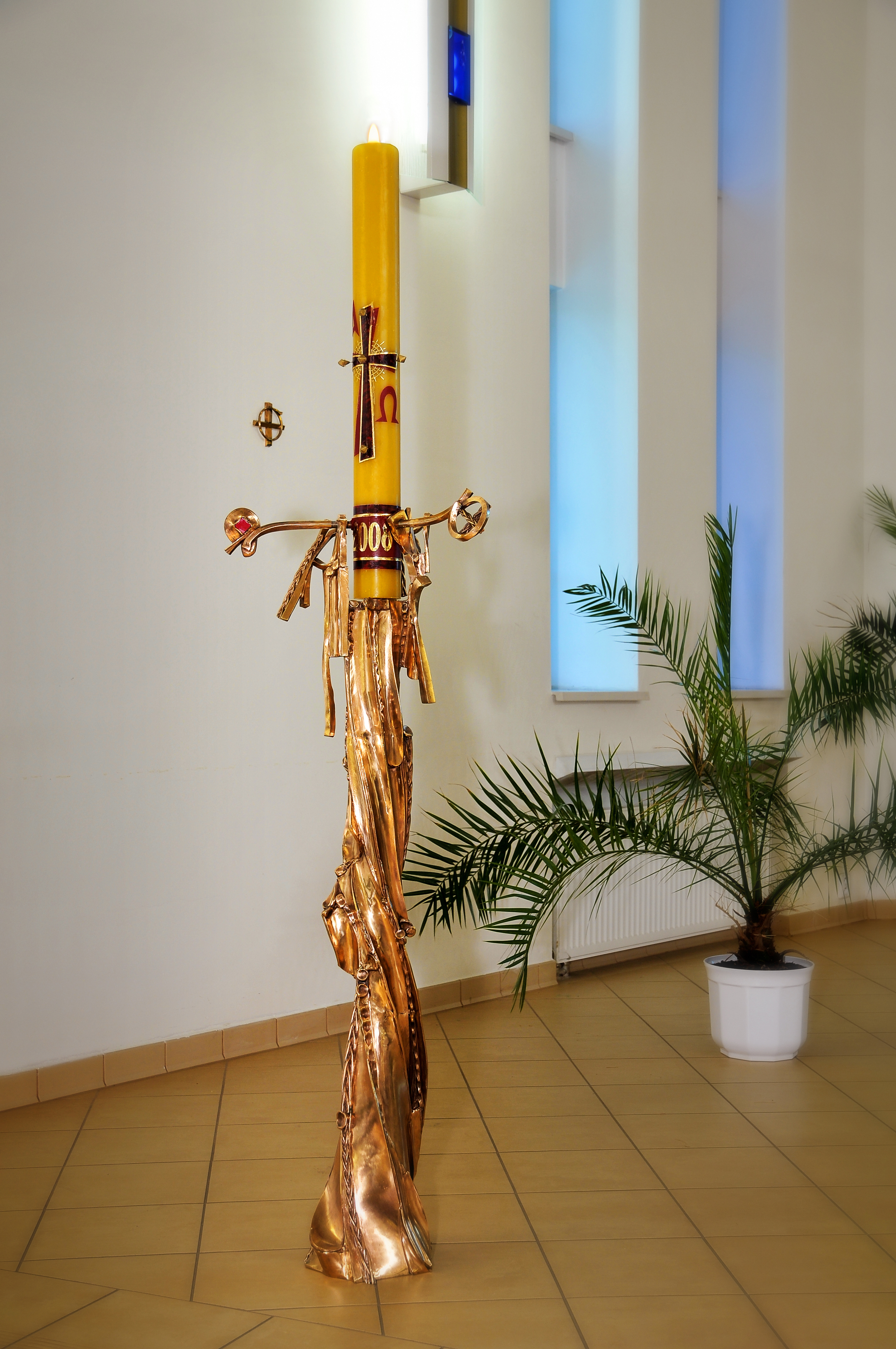
paškálový svícen
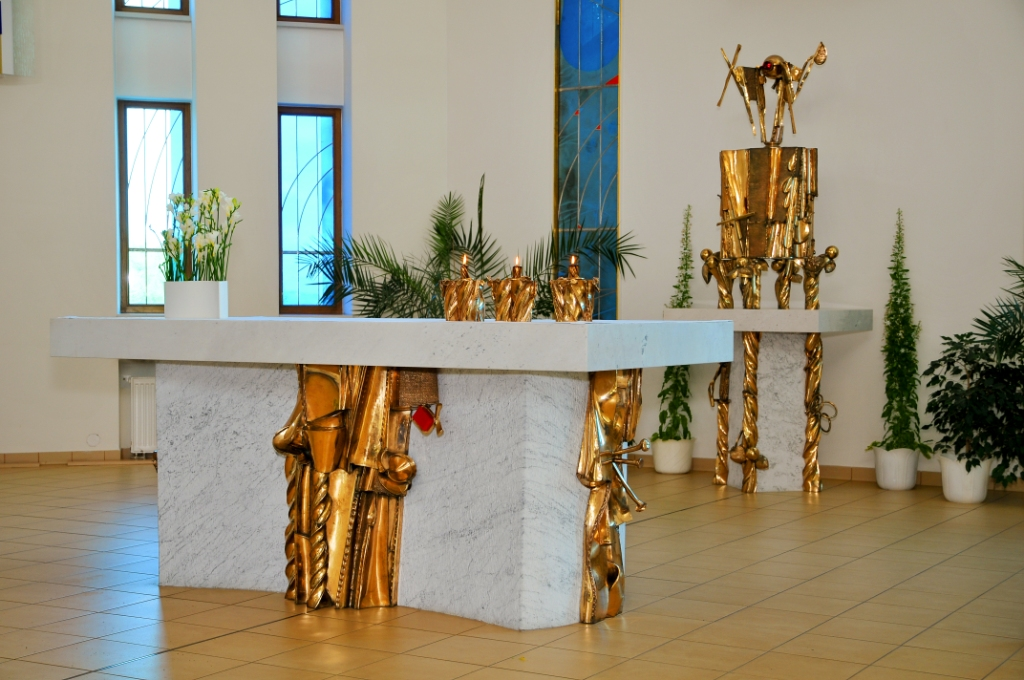
oltář a svatostánek

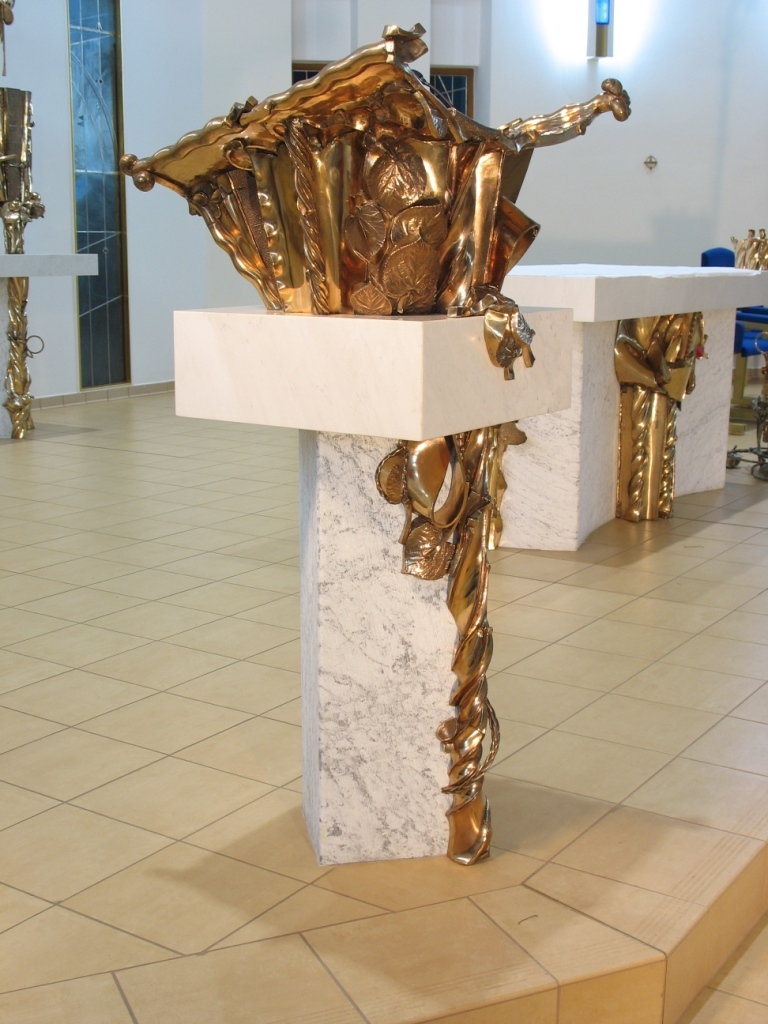
ambón
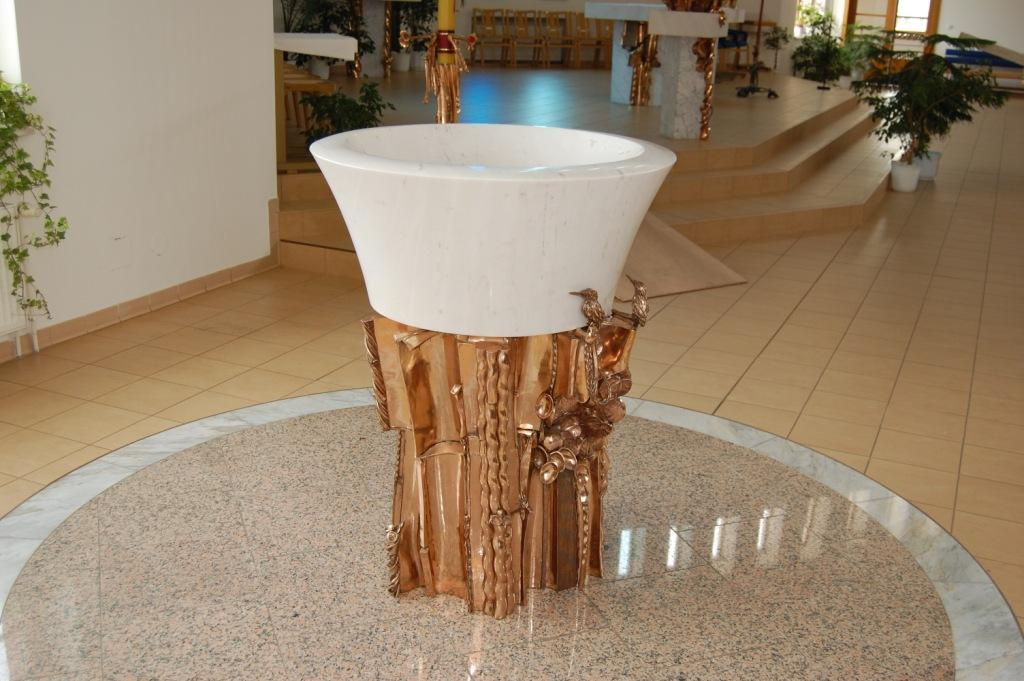
křtitelnice
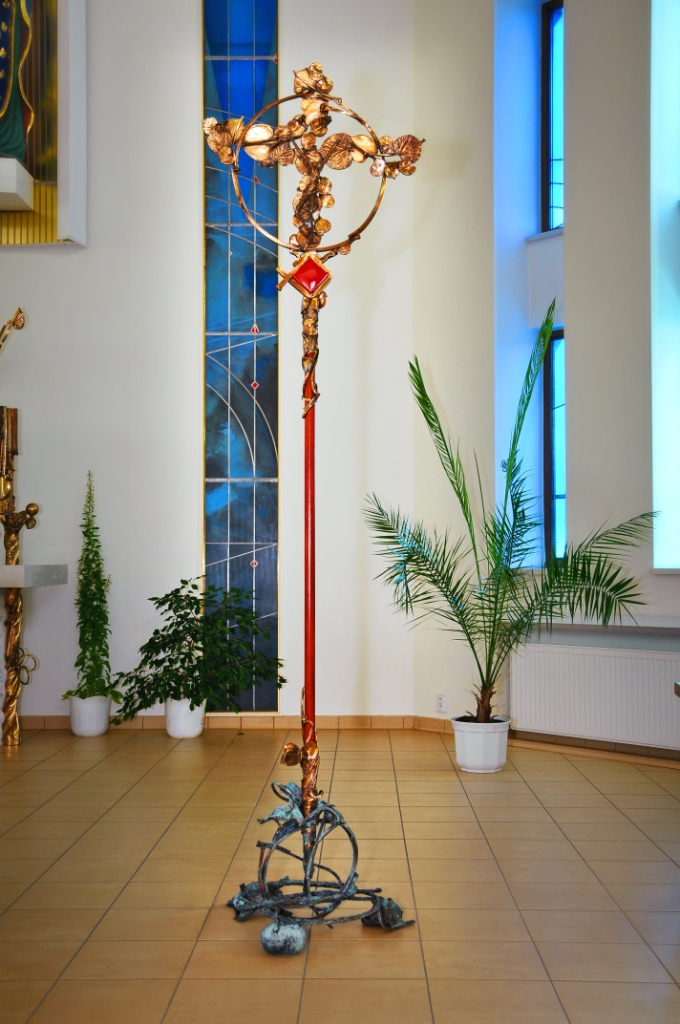
Procesní kříž

## Zvony
Do štíhlé věže kostela se vešly tři zvony – Svatý Jan Bosco, Svatá Ludmila a Svatý Vojtěch. Zvony jsou zdobeny reliéfy a motivy, vztahující se k osobě podle které byly nazvány. Největší zvon Svatý Jan Bosco má průměr bezmála 1 metr a váží 535 kg. 

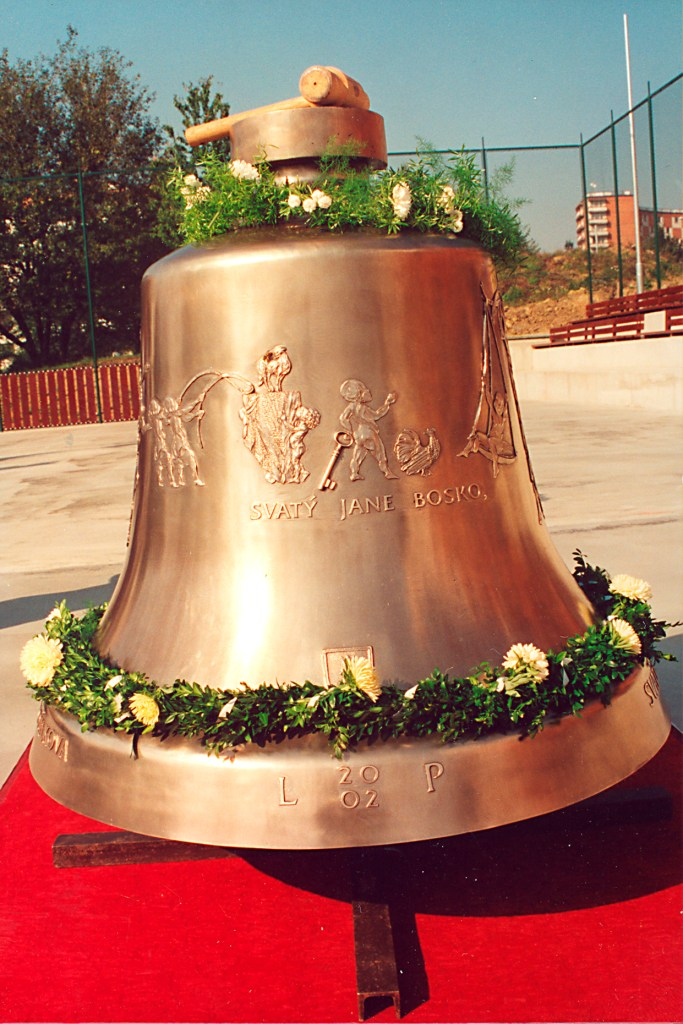
zvon Sv.Don Bosco
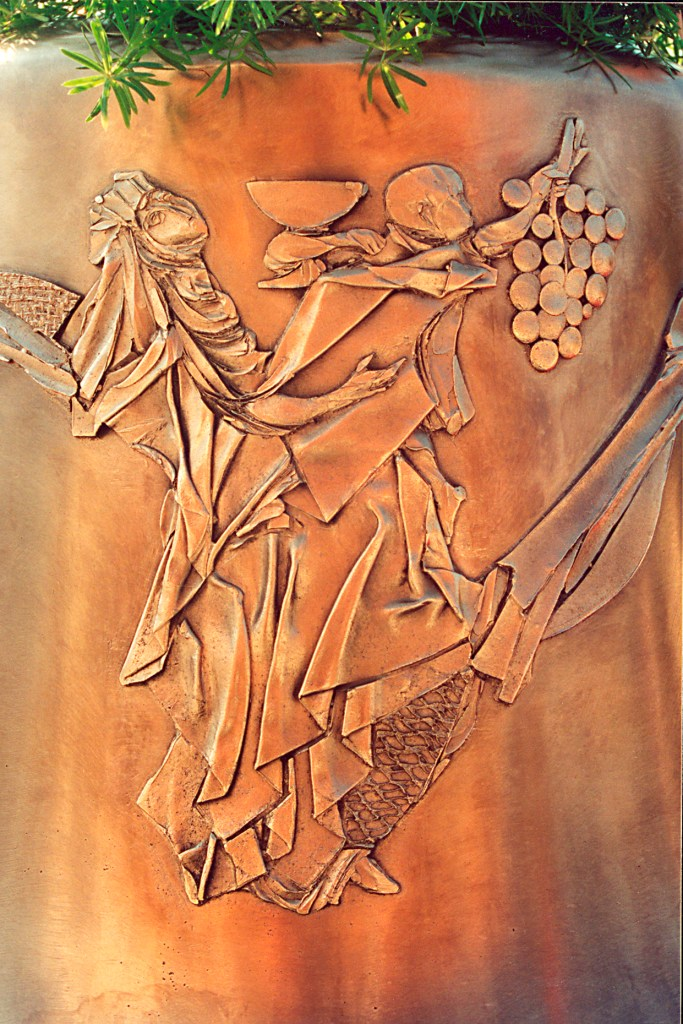
detail reliéfu zvonu Sv.Ludmila
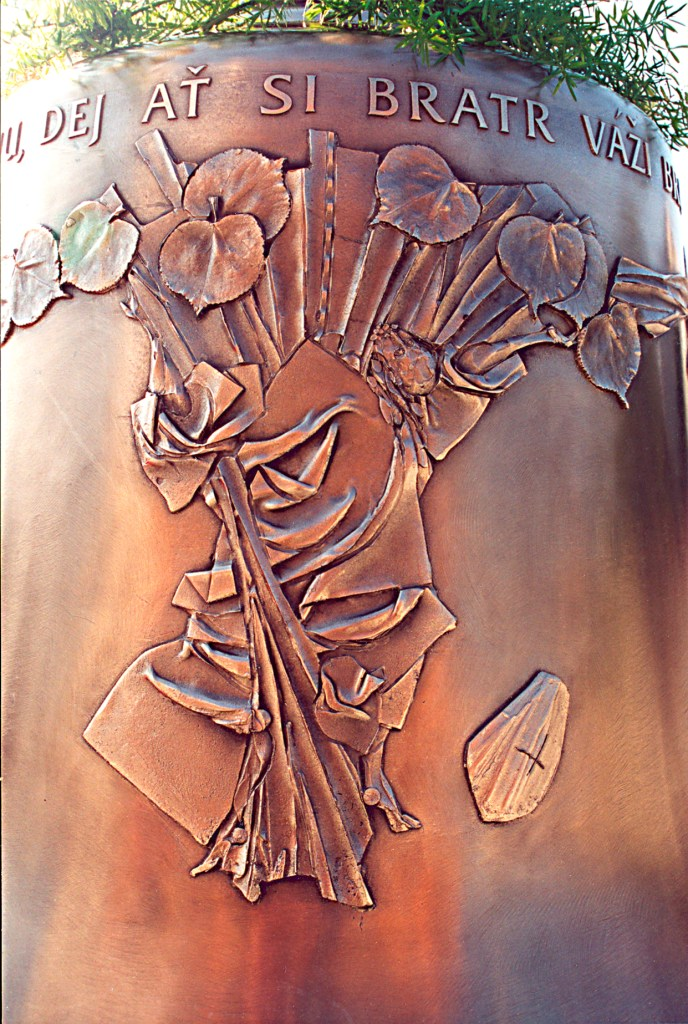
detail reliéfu zvonu Sv.Vojtěch